# Cnoty teologalne

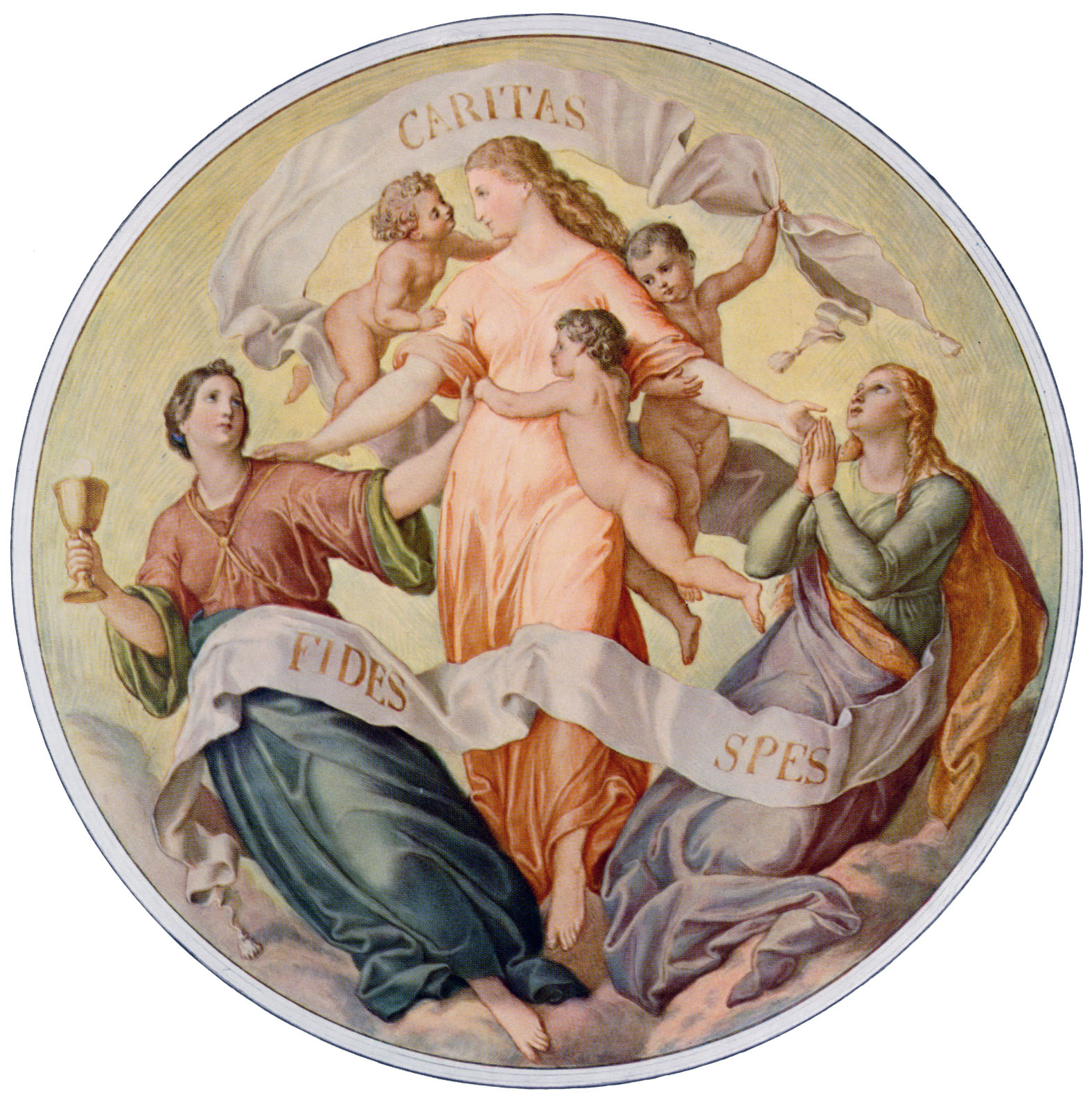
Wiara, nadzieja, miłość (alegoria)

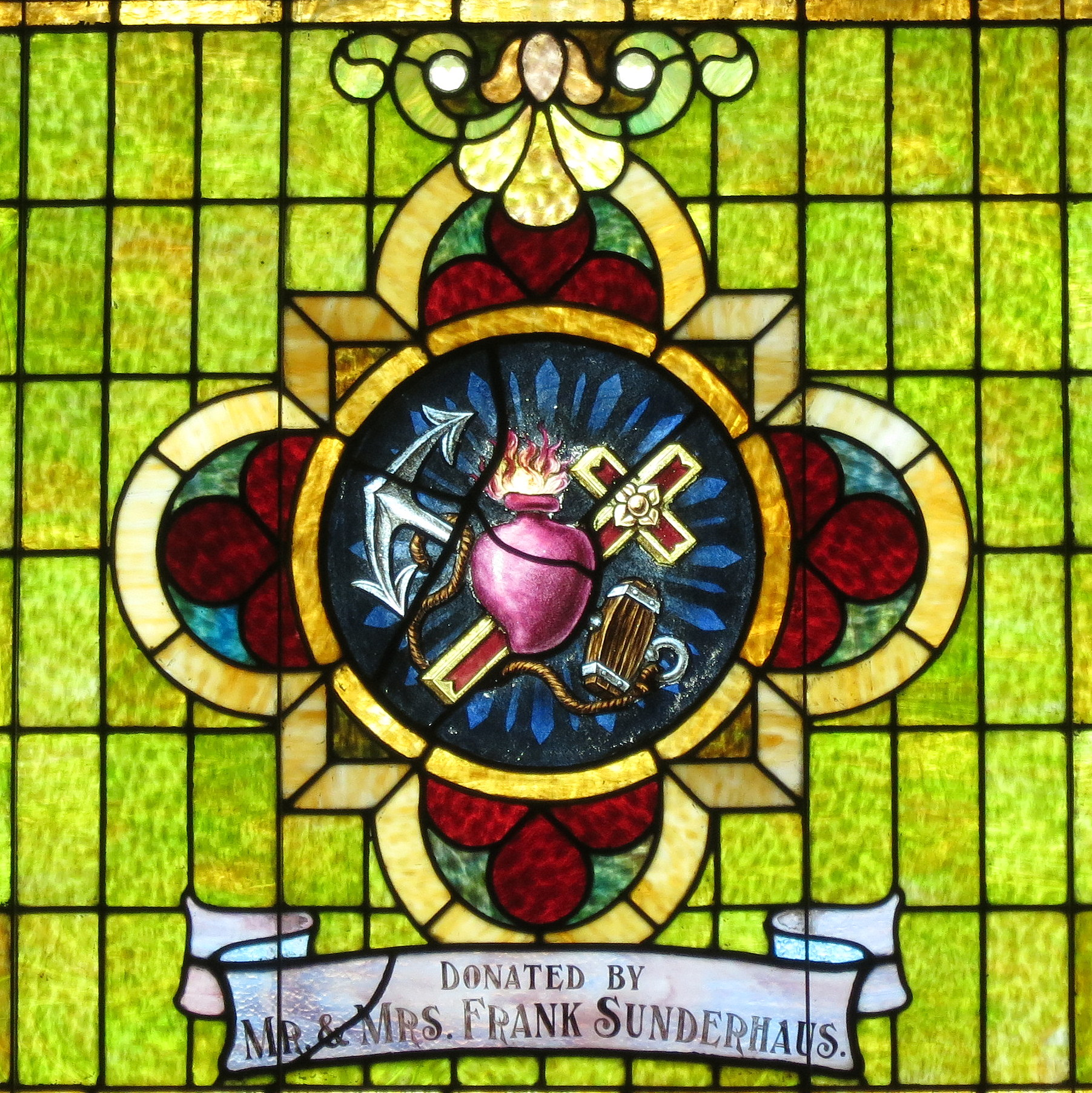
Witraż przedstawiający serce, kotwicę i krzyż, symbole trzech cnót Boskich – kościół św. Jana Chrzciciela, Dry Ridge, Ohio, Stany Zjednoczone

Cnoty teologalne (cnoty Boskie) – pojęcie w teologii chrześcijańskiej oznaczające cnoty wlane: wiary, nadziei i miłości. Wymienia je apostoł Paweł m.in. w 1 Liście do Koryntian na zakończenie hymnu o miłości:

Teraz widzimy jakby w zwierciadle, niejasno; wtedy zaś [zobaczymy Boga] twarzą w twarz: Teraz poznaję po części, wtedy zaś poznam tak, jak i zostałem poznany. Tak więc trwają wiara, nadzieja, miłość - te trzy: z nich zaś największa jest miłość. (1 Kor 13,12-13)

Od XII w., trzy cnoty teologalne łączono z czterema cnotami kardynalnymi w siedem cnót głównych.
Według Tomasza z Akwinu bezpośrednim przedmiotem, ku któremu zwracają chrześcijanina cnoty teologalne jest cel ostateczny życia, czyli Królestwo Boże. Cnota nadziei wprowadza ów cel, jako oczekiwany w nadziei, w wolę człowieka. Podobnie i miłość sprawia, że wola człowieka kocha królestwo Boże, o tyle o ile jest już obecne. Natomiast Wiara zaś sprawia, że człowiek poznaje je swym intelektem. Analizując Wcielenie, Tomasz nauczał, że cnoty teologalne zespalają człowieka bezpośrednio z Bogiem i są przez Wcielenie umacniane. Chrystus jest fundamentem wiary. Miłość Boża, która sprawiła Wcielenie, umacnia nadzieję i rozpala miłość. Cnoty te, otrzymują Chrystusa-Wcielone Słowo jako Prawzór, prawdziwą miarę etosu. Stąd te trzy cnoty prowadzą człowieka do poprawnego etycznie działania.
Cnoty teologalne mają charakter nadprzyrodzony, czyli pochodzą z daru łaski Bożej, przyjętej przez osobę wierzącą. Dotyczą uczestnictwa w życiu Boga samego poprzez Kościół – mistyczne Ciało Chrystusa. Cnót tych człowiek nie jest w stanie otrzymać w wyniku dziedziczenia, wychowania, czy też swojego działania. John MacQuarrrie zauważył, że nie są one cnotami w zwykłym znaczeniu, gdyż otwierają w ludzkim poszukiwaniu życia cnotliwego, dobrego zupełnie nowy wymiar. Poprzez cnoty teologalne aspiracje człowieka, proporcjonalne zazwyczaj do jego naturalnych zdolności, zostają pochwycone i doskonalone przez łaskę Boga. 
Tradycyjna etyka scholastyczna oraz współczesna teologia moralna, oprócz cnót teologalnych, widzi w chrześcijaninie także cnoty naturalne: intelektualne i moralne, m.in. cztery cnoty kardynalne — roztropność, umiarkowanie, męstwo, sprawiedliwość. Wszystkie powyższe cnoty są jednak u chrześcijanina zakorzenione w cnotach teologalnych, dzięki którym dostosowywane są do uczestnictwa w Bożej naturze (por. 1P 1,4).